# Millettia eurybotrya
Millettia eurybotrya är en ärtväxtart som beskrevs av Emmanuel Drake del Castillo. Millettia eurybotrya ingår i släktet Millettia och familjen ärtväxter. Inga underarter finns listade i Catalogue of Life.